# Saint-Sauves-d'Auvergne
Saint-Sauves-d'Auvergne é uma comuna francesa na região administrativa de Auvérnia-Ródano-Alpes, no departamento Puy-de-Dôme. Estende-se por uma área de 49,05 km². Em 2010 a comuna tinha 1 149 habitantes (densidade: 23,4 hab./km²).